# لفحة
اللفحة أو الشيط هو موت سريع للأجزاء النباتية يمكن أن يحصل في جميع مراحل نمو النبات نتيجة الإصابات البكتيرية أو الفطرية. الموت السريع للخلايا والأنسجة غالباً ما يتسبب عن إنتاج المسبب المرضي للسموم.
- اللفحة المبكرة
- اللفحة المتأخرة

## معرض الصور

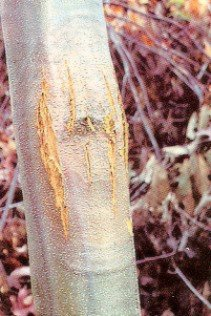
لفحة الكستناء
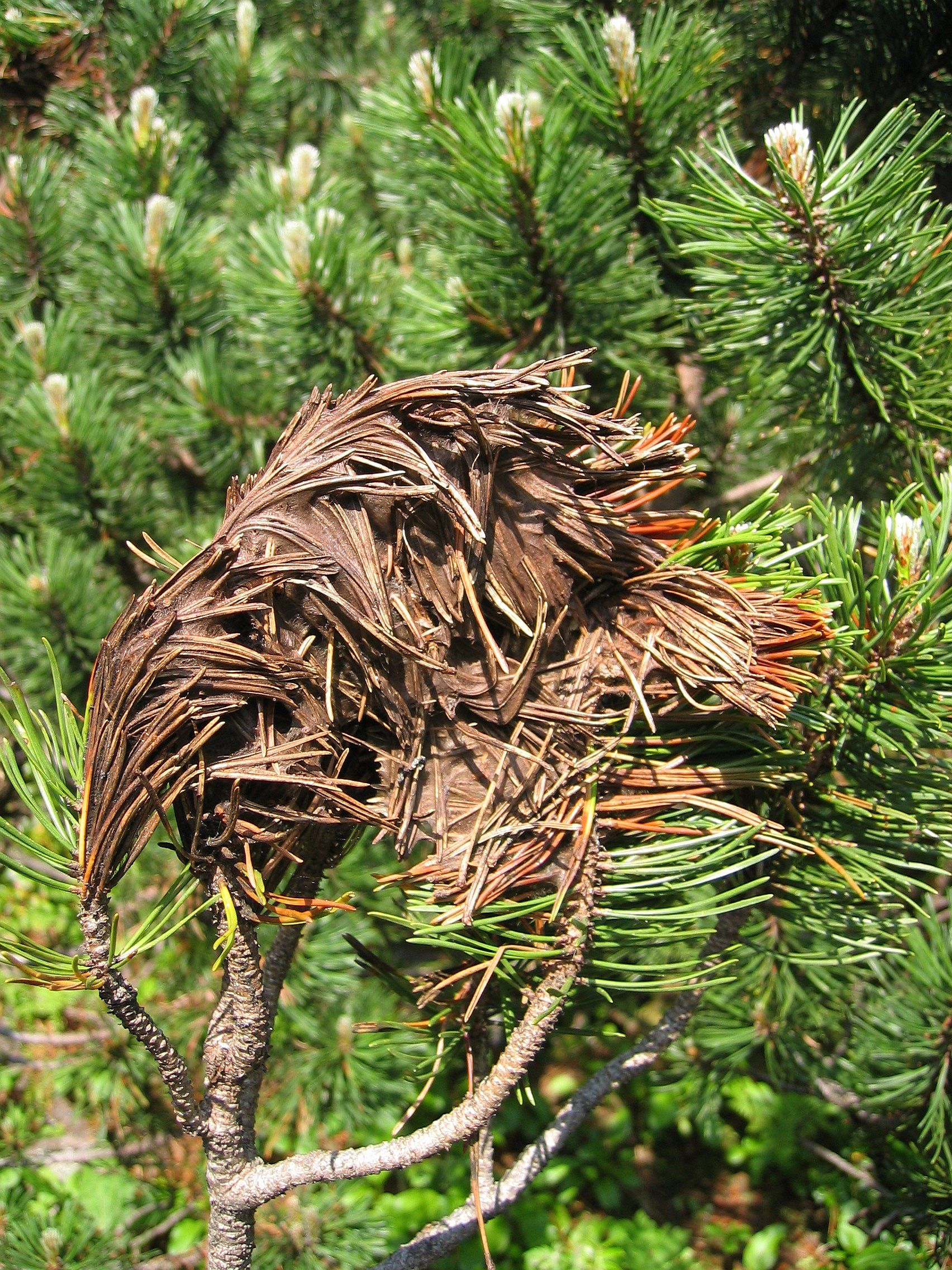
لفحة الشعر البني
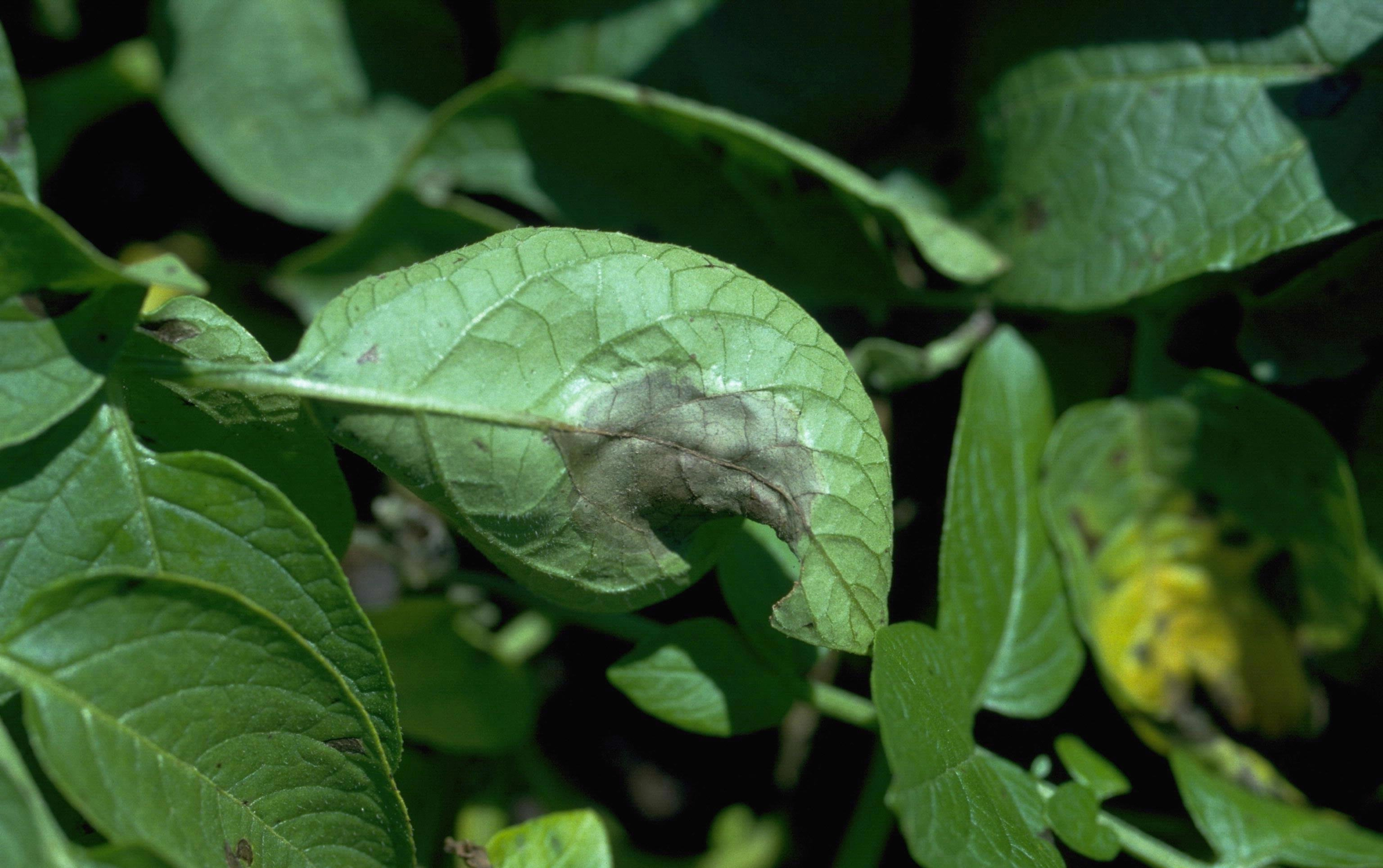
اللفحة المتأخرة على البطاطا
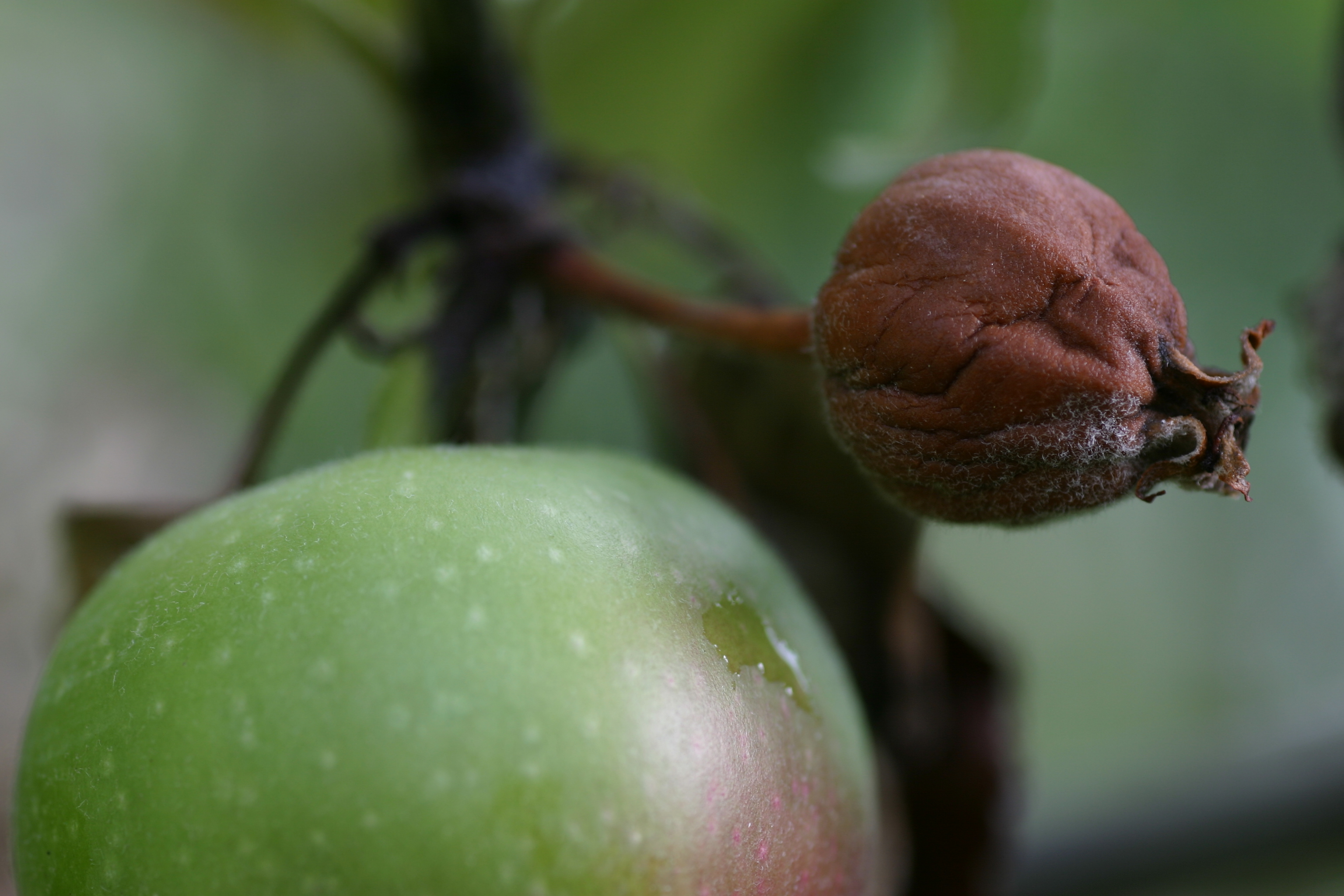
اللفحة النارية على التفاح